# Mrówczan etylu
Mrówczan etylu, HCOOC
2H
5 – organiczny związek chemiczny z grupy mrówczanów, ester kwasu mrówkowego i etanolu. Występuje naturalnie w wielu owocach.

## Otrzymywanie
Może być otrzymany w reakcji estryfikacji kwasu mrówkowego i etanolu:
HCOOH + C
2H
5OH → HCOOC
2H
5 + H
2O
bądź poprzez karbonylowanie etanolu tlenkiem węgla.

## Właściwości
Jest cieczą o lekko gryzącym, owocowym zapachu bądź podobnym do zapachu rumu. Rozpuszcza się w wodzie i acetonie, jest mieszalny z etanolem i eterem dietylowym. Jest substancją łatwopalną, jego temperatura zapłonu wynosi około 20 °C.

## Zastosowanie
Wykorzystywany jest przy otrzymywaniu witaminy B1, a także w syntezie innych związków, np. formamidu. Stosowany jest także jako rozpuszczalnik octanu celulozy i azotanu celulozy, do fumigacji pakowanej żywności oraz jako składnik owocowych aromatów (jabłkowych, ananasowych, bananowych bądź brzoskwiniowych) m.in. w napojach bezalkoholowych, lodach i gumie do żucia.